# Josh Culbreath
Joshua „Josh“ Culbreath (* 14. September 1932 in Norristown, Pennsylvania; † 1. Juli 2021 in Cincinnati, Ohio) war ein US-amerikanischer Hürdenläufer, dessen Spezialstrecke die 400-Meter-Distanz war.

## Leben
Josh Culbreath begann an der High School mit dem Hürdenlauf. 1955 graduierte er am Morgan State College im Fach Politologie. Während dieser Zeit wurde er dreimal hintereinander (1953–1955) US-amerikanischer Meister über 400 m Hürden. Später schloss er ein Masterstudium an der Temple University ab.
Von 1956 bis 1958 diente Culbreath beim United States Marine Corps.
1956 komplettierte er bei den Olympischen Spielen in Melbourne als Bronzemedaillengewinner ein rein US-amerikanisches Podium (Gold ging an Glenn Davis, Silber an Eddie Southern).
Bei den Panamerikanischen Spielen gewann Culbreath 1955 in Mexiko-Stadt und 1959 in Chicago Gold. Außerdem wurde er von 1953 bis 1955 dreimal in Folge US-Meister über 440 Yards Hürden und 1959 US-Hallenmeister über 600 Yards.
Nach seiner aktiven Karriere wurde er 1988 Trainer an der Central State University. Culbreath war Vater von fünf Kindern.
Am 1. Juli 2021 starb Culbreath im Alter von 88 Jahren in einem Hospiz in Cincinnati.